# Engelstadt
Engelstadt est une municipalité de la Verbandsgemeinde Gau-Algesheim, dans l'arrondissement de Mayence-Bingen, en Rhénanie-Palatinat, dans l'ouest de l'Allemagne.

## Illustrations

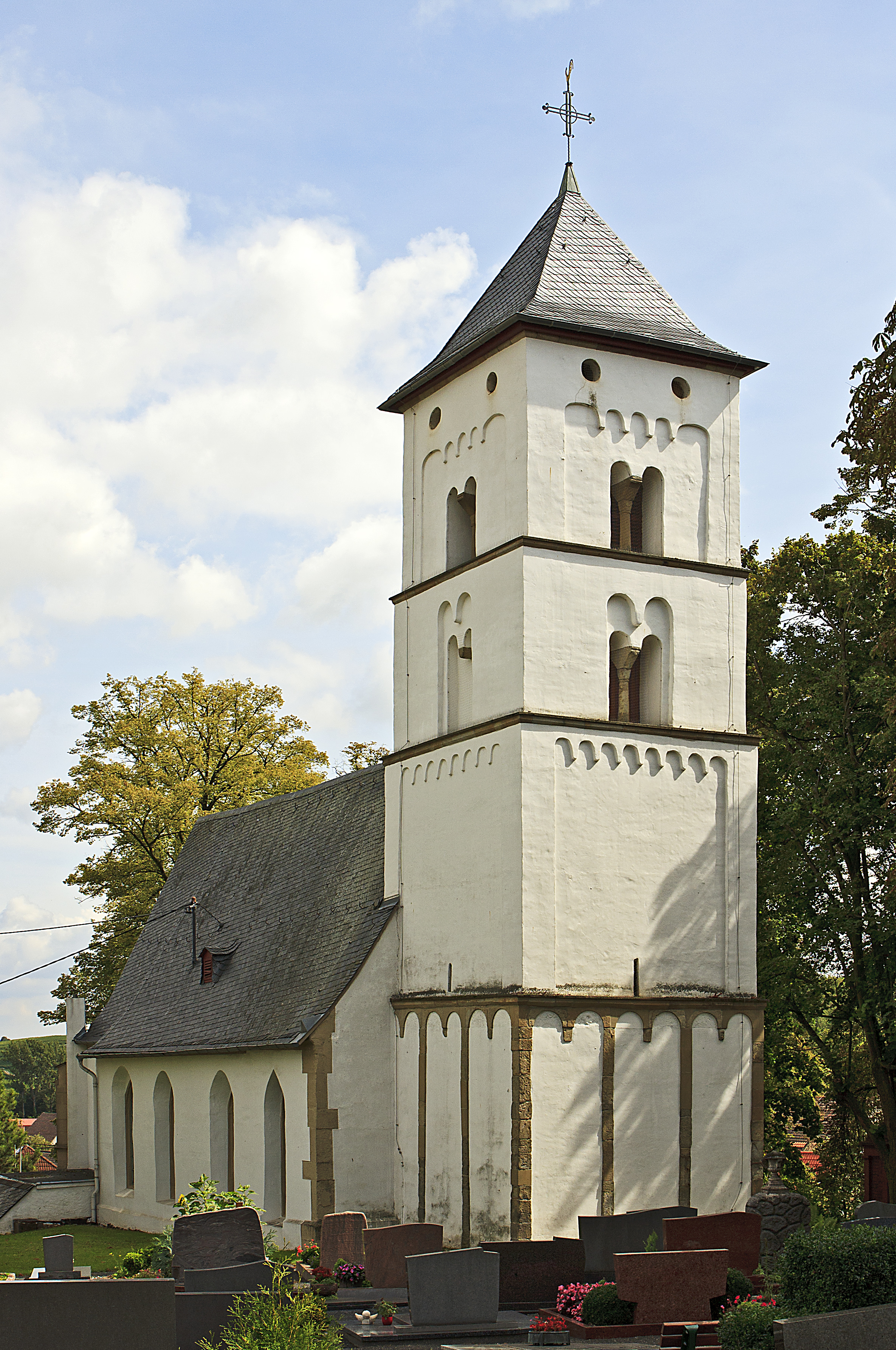
Église évangélique